# Јакоб ел Хулаифи
Јакоб ел Хулаифи (арап. يعقوب الخليفي, романизовано Yacob Al-Khulaifi; Доха, 28. мај 2001) катарски је пливач чија специјалност су трке слободним и делфин стилом.

## Спортска каријера
Ел Хулаифи је дебитовао на међународној сцени веома млад и са непуних 15 година по први пут се такмичио на сениорском светском првенству у малим базенима које је 2014. организовано у његовом родном граду Дохи. Пар месеци касније по први пут је наступио и на светском првенству у великим базенима, у Казању 2015. године.
Ел Хулаифи се такмичио и на светским првенствима у Будимпешти 2017. и Квангџуу 2019. и на оба првенства је успевао да исплива своје личне рекорде.